# SK Hynix
SK Hynix (раніше Hyundai Electronics) — південнокорейська компанія виробник напівпровідникової продукції, за обсягами виробництва чипів пам'яті посідає друге місце у світі після Samsung Electronics. Штаб-квартира компанії розташована в місті Ічхон, Південна Корея.

## Історія
Утворена в 1983 під назвою Hyundai Electronic Industrial Co., Ltd., і входила до групи Hyundai.
У 1999 відбувається велике злиття з LG Semiconductor Co., Ltd..
1 серпня 2001 Hynix відокремлюється від концерну Hyundai, і назву змінюють на Hynix Semiconductor.

## Продукція

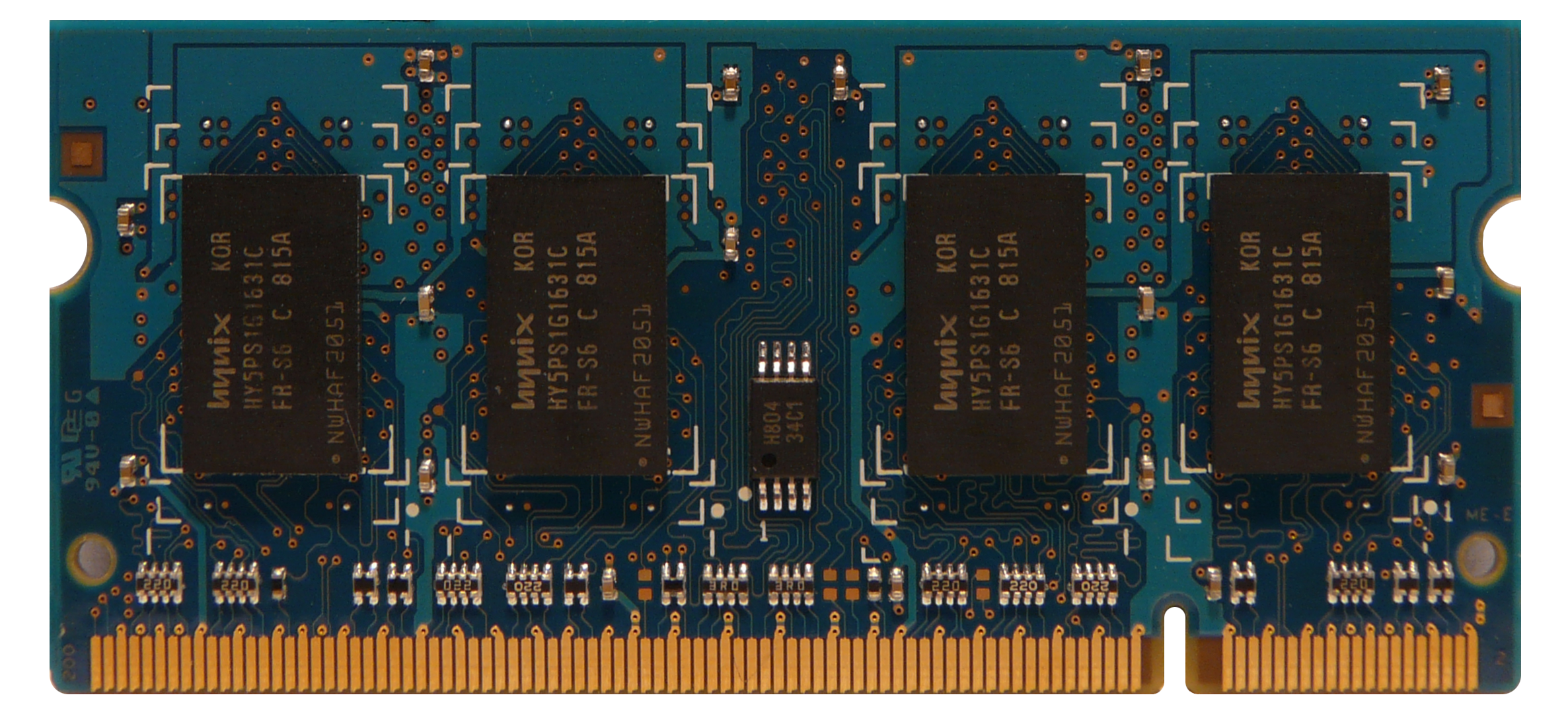
1GB DDR2 SO-DIMM Hynix модуль пам'яті

Hynix має виробничі потуги в Південній Кореї, США, КНР та в Тайвані.
- Пам'ять для комп'ютерів;
- Графічна пам'ять;
- Пам'ять для мобільних пристроїв;
- Флеш-пам'ять;
- CMOS Датчик зображення;
- Твердотільні накопичувачі (SSD);